# Чисельне інтегрування
Завдання чисе́льного інтегрува́ння полягає в обчисленні приблизного значення інтеграла
{\displaystyle J[f]=\int _{a}^{b}f(x)dx,}
де {\displaystyle f(x)} — задана функція.
На відрізку {\displaystyle [a,b]} вводиться сітка {\displaystyle \omega =\{x_{i}:\;x_{0}=a<x_{1}<\dots <x_{i}<x_{i+1}<\dots <x_{N}=b\}}, і як наближене значення інтеграла  розглядається число
{\displaystyle J_{N}[f]=\sum _{i=0}^{N}c_{i}f(x_{i}),}
де {\displaystyle f(x_{i})} значення функції {\displaystyle f(x)} у вузлах {\displaystyle x=x_{i}}, {\displaystyle c_{i}} — вагові множники (ваги), що залежать лише від вузлів, але не залежать від вибору {\displaystyle f(x)}.  Ця формула називається квадратурною формулою.
Завдання чисельного інтегрування з допомогою квадратур, полягає в обчисленні таких вузлів {\displaystyle \{x_{i}\}} і таких ваг {\displaystyle \{c_{i}\}}, щоб похибка квадратурної формули
{\displaystyle D_{N}[f]=\sum _{i=0}^{N}c_{i}f(x_{i})-\int _{a}^{b}f(x)dx=J_{N}[f]-J[f]}
була якнайменшою для функцій із заданого класу.